# 应急计划
应急计划或應變計劃，俗稱B計劃，是指政府或企业为应对可能发生的突发事件而事先制订的计划或方案。